# Vampire Weekend

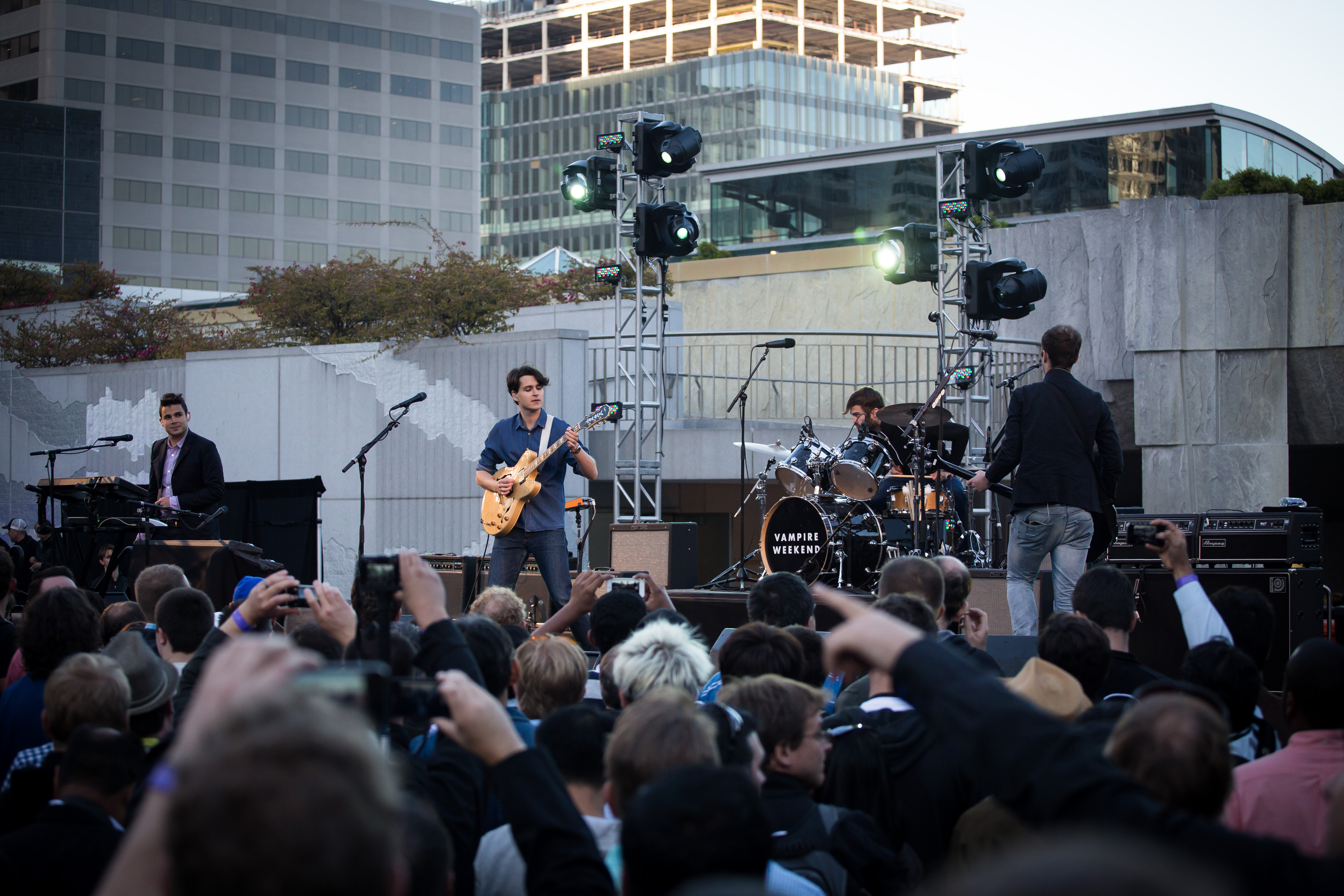
Vampire Weekend em 2013

Vampire Weekend é uma banda de indie rock de Nova York formada em 2006 e assinada com a gravadora XL Recordings.

## História
Vampire Weekend ganhou atenção devido a uma variedade de blogs, como o  Stereogum. A banda foi influenciada pela música popular africana e a música ocidental clássica, descrevendo seu gênero como "Upper West Side Soweto", tocando músicas como "Cape Cod Kwassa Kwassa".
Os membros da banda se conheceram enquanto frequentavam a Universidade de Columbia. Eles próprios produziram seu primeiro álbum depois de se formarem, enquanto faziam muitos trabalhos simultaneamente.
Em 2007, o terceiro single da banda, "Cape Cod Kwassa Kwassa", foi o 67º colocado na lista de 100 melhores músicas do ano da Rolling Stone, e em Novembro, eles viajaram para o Reino Unido com os The Shins. Em março de 2008, Vampire Weekend foram eleitos "A melhor nova banda do ano" pela Spin. Além disso, quatro músicas do primeiro álbum da banda fez parte do “Triple J Hottest 100” de 2008.
O álbum de estreia, Vampire Weekend, foi lançado em 29 de janeiro de 2008. Foi sucesso nos Estados Unidos da América e Reino Unido, ficando no número 15 do UK Albums Char” e no o número 17 da Billboard 200. Quatro singles foram lançados com o álbum: enquanto “A-Punk” atingiu o número 25 na Billboard Modern Rock e o número 55 na UK Singles Chart, “Oxford Comma” atingiu o número 38 no Reino Unido. “A-Punk” ficou em 4º lugar na lista da Rolling Stone das melhores músicas de 2008. “A-Punk” também foi usada na abertura do filme Quase Irmãos, de Will Ferrell e John C. Reilly. Mais: foi destaque no programa de televisão do Reino Unido The Inbetweeners e também nos jogos Guitar Hero 5 e LEGO Rock Band.
Após sua ascensão inicial à popularidade, eles passaram por um período onde a sua imagem começou a gerar controvérsia. Em 2008, Vampire Weekend foi apelidada de “banda mais branca” por Christian Lander, o criador do site “Stuff White People Like”, numa entrevista ao site Salon.com. Críticos e anti-fãs desprezaram a banda por se apropriar de elementos do terceiro mundo enquanto eram privilegiados frequentadores da Ivy League (grupo de oito prestigiadas universidades privadas dos EUA). Essa situação foi ainda mais alimentada por conta do Vampire Weekend citar que a música punk rock, notavelmente The Clash, ser a maior influência do trabalho deles, sendo que sua música e imagem não correspondem ao punk convencional. Durante o verão de 2008, Vampire Weekend apresentou-se no Central Park SummerStage.
No ano de 2010, o single "Cousins" foi colocado na trilha sonora do jogo Pro Evolution Soccer 2011, e em 2013, "Worship You", na trilha sonora de FIFA 14.
Em janeiro de 2016, o membro Rostam Batmanglij anunciou a sua saída da banda, ainda que tenha afirmado que iria continuar a colaborar com o vocalista Ezra Koenig.

## Membros da banda
- Ezra Koenig (vocalista, guitarrista)
- Chris Tomson (baterista)
- Chris Baio (baixista)

## Antigos projetos
- Antes de formar a banda, Ezra Koenig e o baterista  Chris Tomson formaram o L'Homme Run, um grupo de rap que  Ezra formou durante seu tempo na faculdade. O grupo era para ser engraçado, mas não necessariamente uma piada.

- Ezra Koenig também tocou saxofone num grupo de jazz livre, Total War, e numa banda The Dirty Projectors, ambas de Nova York.

## Discografia

### Álbuns
- Vampire Weekend (29 de janeiro de 2008)
- Contra (11 de janeiro de 2010)
- Modern Vampires of the City (2013)
- Father of the Bride (3 de maio de 2019)

### EPs
- Vampire Weekend EP (2007)

### Singles
- "Cape Cod Kwassa Kwassa" (2007)
- "Mansard Roof" (28 de outubro de 2007)
- "A-Punk" (25 de fevereiro de 2008)
- "Oxford Comma" (26 de maio de 2008)
- "Horchata" (5 de outubro de 2009)
- "Cousins" (17 de novembro de 2009)
- "Giving Up The Gun" (fevereiro de 2010)
- "Holiday" (7 de junho de 2010)
- "Diane Young" (18 de março de 2013)
- "Step" (18 de março de 2013)
- "Unbelievers" (21 de agosto de 2013)
- "Harmony Hall" (24 de janeiro de 2019)
- "Sunflower" (6 de março de 2019)
- "This Life" (4 de abril de 2019)

## Entrevistas
- Entrevista com Vampire Weekend no Bwog
- Entrevista com Vampire Weekend no Wireless Bollinger
- Vampire Weekend na Plum